# Малчо Малчев (квартал)
Малчо Малчев е квартал, разположен в северозападната част на град Търговище. Населението му е около 3200 души (постоянен адрес), от които 90 % са роми. Там е съсредоточено почти цялото ромско население, живеещо на територията на града.
В квартала се намират: II ОУ „Н. Й. Вапцаров“, ЦДГ „Радост“, детска ясла „Щастливо детство“.
Преобладаващото ромско население е от улица „Руен“ на север и от улица „Опълченска“ на запад.